# 豊田 (弘前市)
豊田（とよだ）は、青森県弘前市の地名。郵便番号は036-8101。

## 地理
青森県道109号弘前平賀線沿い南側、青森県道128号松木平撫牛子停車場線沿い東側、国道7号弘前バイパス沿い西側に位置し、南側を弘南鉄道弘南線が通る。一丁目から三丁目まであり、北から北東にかけて高田、国道をはさんで東は小比内字福田萢、新里、南は扇町、西は小比内、西北は外崎に接する。

## 沿革
- 1985年以降[いつ?] - 小比内と周囲の町から分離し、成立。

## 世帯数と人口
2017年（平成29年）6月1日現在の世帯数と人口は以下の通りである。
| 丁目       | 世帯数 | 人口  |
| ---------- | ------ | ----- |
| 豊田一丁目 | 72世帯 | 163人 |
| 豊田二丁目 | 1世帯  | 8人   |
| 豊田三丁目 | 10世帯 | 27人  |
| 計         | 83世帯 | 198人 |

## 施設

### 教育
- 弘前市立豊田小学校
- 弘前市豊田児童センター

### 商業
- SSB弘前
- 弘前倉庫
- エイトウイング
- スズキアリーナ弘前城東
- シャープエンジニアリング弘前サービスステーション

### 消防
- 弘前市消防団豊田地区団第三分団消防屯所

### 通信
- NTT東日本城東交換所

### 弘前運動公園
- 青森県武道館
- 運動公園野球場
- 運動公園陸上競技場
- 運動公園テニスコート
- 青森県武道館遠的弓道場
- 弘前克雪トレーニングセンター

### 公共
- サンライフ弘前

### 行政
- 弘前森林管理局

## 小・中学校の学区
市立小・中学校に通う場合、学区は以下の通りとなる。
| 大字       | 番地 | 小学校             | 中学校             |
| ---------- | ---- | ------------------ | ------------------ |
| 豊田一丁目 | 全域 | 弘前市立豊田小学校 | 弘前市立第五中学校 |
| 豊田二丁目 | 全域 | 弘前市立豊田小学校 | 弘前市立第五中学校 |
| 豊田三丁目 | 全域 | 弘前市立豊田小学校 | 弘前市立第五中学校 |

## 交通
- 弘南バス
  - 豊田小学校前、武道館入口、サンライフ前（弘前駅 - 小比内経由 - さくら野弘前店）線。
- 弘南鉄道弘南線
  - 運動公園前駅